# Claudio Zulian
 (août 2013).
Si vous disposez d'ouvrages ou d'articles de référence ou si vous connaissez des sites web de qualité traitant du thème abordé ici, merci de compléter l'article en donnant les références utiles à sa vérifiabilité et en les liant à la section « Notes et références ».
Claudio Zulian (né à Campodarsego, en Italie) est un réalisateur de cinéma, vidéoartiste, musicien et écrivain italien contemporain. 

## Biographie
Docteur en Esthétique, Science et Technologie des Arts par l’Université Paris-VIII, Claudio Zulian dirige la maison de production Acteon et il travaille entre l’Espagne et la France. 
La carrière de Claudio Zulian se déroule principalement dans les domaines du cinéma, de l’art contemporain et du théâtre. En 1993, à Barcelone, il fonde Acteon, la société de production de tous ses projets. En 1998 il prépare pour le Centre de Cultura Contemporània de Barcelona l’exposition Escenas del Raval (Scènes du Raval) (1998), un dispositif de visualisation des espaces et des gens de ce quartier barcelonais. Au même temps, il réalise un documentaire sur le sujet.
En 2002 il publie le livre de contes Horas de la  ciudad (Les heures de la ville) (2002), 24 histoires autour de la vie d’une ville. Son intérêt pour travailler des nouvelles formes de relation les médias continue dans des travaux postérieurs comme l’installation photographique Visions del Carmel (Visions du Carmel) (2003) ou la vidéoinstallation  L’avenir (2004), une œuvre autour  de la vie et des illusions d’un village minier désindustrialisé en France – et de laquelle il réalise une version documentaire qui a reçu des nombreux prix internationaux. 
Avec À travers du Carmel (2006), conçu comme documentaire mais aussi comme vidéoinstallation, il gagne le Prix Ciutat de Barcelona et le Prix National de Cinéma de Catalogne. L’intérêt de Zulian par les formes d’exclusion liées à l’image audiovisuelle se trouve aussi dans le portrait d’un collectif roumain à A lo mejor (Comme au paradis) (2007), où dans son retour au quartier du Carmel et à ses adolescents dans Después de la violencia (Après la violence) (2009) et dans No será lo mismo (Ce ne sera pas pareil) (2010), ou dans la performance Enthousiasme (2012), mise en scène avec la collaboration des collectifs de voisins et d’immigrants du quartier de Salt (Gérone). 
En 2011 Zulian est sélectionné par l’AlJazeera International Documentary Film Festival, nommé au meilleur documentaire sur l’art dans le PriMED pour son travail Fortuny et la lampe merveilleuse (2010), où il explore les liaisons entre Orient et Occident à partir de l’œuvre du designer et metteur en scène Marià Fortuny Madrazo.
En 2013 le Jeu de Paume de Paris lui consacre une rétrospective dans le cadre de laquelle il présente un nouveau travail: Power no power (2013).

## Filmographie et vidéoinstallations
- 1998- Scènes du Raval
- 2002- Regards étranges
- 2004- Beatriz / Barcelona
- 2004- L’Avenir
- 2006- À travers du Carmel
- 2007- Comme au paradis
- 2009- Après la violence
- 2010- Fortuny et la lampe merveilleuse
- 2010- Ce ne sera pas pareil
- 2011- 2031/2111
- 2012- Enthousiasme
- 2013- Power No Power
- 2014- Born